# Obtusitermes
Obtusitermes es un género de termitas  perteneciente a la familia Termitidae que tiene las siguientes especies:

## Especies
1. Obtusitermes formosulus
2. Obtusitermes panamae